# Вяйке-Ыйсмяэ
Вя́йке-Ы́йсмяэ (эст. Väike-Õismäe — «Малый Ыйсмяэ») — микрорайон района Хааберсти города Таллина, столицы Эстонии.

## География
Расположен в западной части Таллина. Граничит с микрорайонами Хааберсти, Вескиметса, Астангу и Пикалийва района Хааберсти и с микрорайоном Кадака района Мустамяэ. На северо-западе микрорайона расположено Палдиское шоссе (трасса № 8) и озеро Харку, с востока примыкает Таллинский зоопарк. Площадь — 2,18 км². Плотность населения на 1 января 2023 года — 12051,4 чел/км².

## Название
Название района переводится на русский язык как «Малая Цветущая гора». Это название район получил от находившейся неподалёку деревни Ыйсмяэ (эст. Õismäe — «Цветущая гора»), на месте которой ныне расположен одноимённый жилой микрорайон частной малоэтажной застройки.

## Улицы
В Вяйке-Ыйсмяэ пролегают улицы Акадеэмия, Астангу, Ыйсмяэ, Михкли, Палдиское шоссе, Пяэвалилле, Эхитаяте, Ярвеааса и Ярвеотса.

## Население
| Численность населения микрорайона Вяйке-Ыйсмяэ на 1 января по данным Регистра народонаселения | Численность населения микрорайона Вяйке-Ыйсмяэ на 1 января по данным Регистра народонаселения | Численность населения микрорайона Вяйке-Ыйсмяэ на 1 января по данным Регистра народонаселения | Численность населения микрорайона Вяйке-Ыйсмяэ на 1 января по данным Регистра народонаселения | Численность населения микрорайона Вяйке-Ыйсмяэ на 1 января по данным Регистра народонаселения | Численность населения микрорайона Вяйке-Ыйсмяэ на 1 января по данным Регистра народонаселения | Численность населения микрорайона Вяйке-Ыйсмяэ на 1 января по данным Регистра народонаселения | Численность населения микрорайона Вяйке-Ыйсмяэ на 1 января по данным Регистра народонаселения |
| 2008                                                                                          | 2010                                                                                          | 2011                                                                                          | 2012                                                                                          | 2013                                                                                          | 2014                                                                                          | 2015                                                                                          | 2016                                                                                          |
| --------------------------------------------------------------------------------------------- | --------------------------------------------------------------------------------------------- | --------------------------------------------------------------------------------------------- | --------------------------------------------------------------------------------------------- | --------------------------------------------------------------------------------------------- | --------------------------------------------------------------------------------------------- | --------------------------------------------------------------------------------------------- | --------------------------------------------------------------------------------------------- |
| 27 889                                                                                        | ↘27 822                                                                                       | ↘27 685                                                                                       | ↘27 172                                                                                       | ↗27 337                                                                                       | ↗27 507                                                                                       | ↘27 481                                                                                       | ↘27 284                                                                                       |
| 2017                                                                                          | 2018                                                                                          | 2019                                                                                          | 2020                                                                                          | 2021                                                                                          | 2022                                                                                          | 2023                                                                                          |                                                                                               |
| ↘27 150                                                                                       | ↘27 012                                                                                       | ↘26 536                                                                                       | ↗26 769                                                                                       | ↘26 404                                                                                       | ↘26 178                                                                                       | ↗26 272                                                                                       |                                                                                               |

## История
Микрорайон построен в основном в 1970-х годах. Он получил своё название из генерального плана Таллина 1960-х годов — оно произошло от небольшого поселения Ыйсмяэ, расположенного севернее Вяйке-Ыйсмяэ. Одновременно с Вяйке-Ыйсмяэ («Малый Ыйсмяэ») планировалось построить и так называемый Суур-Ыйсмяэ («Большой Ыйсмяэ»), ныне известный как микрорайон Пикалийва. Вяйке-Ыйсмяэ является частью бывшей деревни Ярве-кюля (в 1844 году упоминается как Jerwkül), названной в честь озера Харку (эст. Järveküla — букв. «Озёрная деревня»). Основная часть деревни была присоединена к Таллину в 1968 году, район современной улицы Ярвеотса — в 1975 году.

## Архитектурный проект района
Микрорайон имеет вид эллипса, вытянутого с севера на юг и вписанного в треугольник дорог (Палдиское шоссе, улицы Эхитаяте и Ярвеотса). В центре микрорайона проходит кольцевая улица Ыйсмяэ.
За удачную кольцевую планировку микрорайона Вяйке-Ыйсмяэ народный архитектор СССР Март Порт в 1986 году был удостоен Государственной премии СССР.

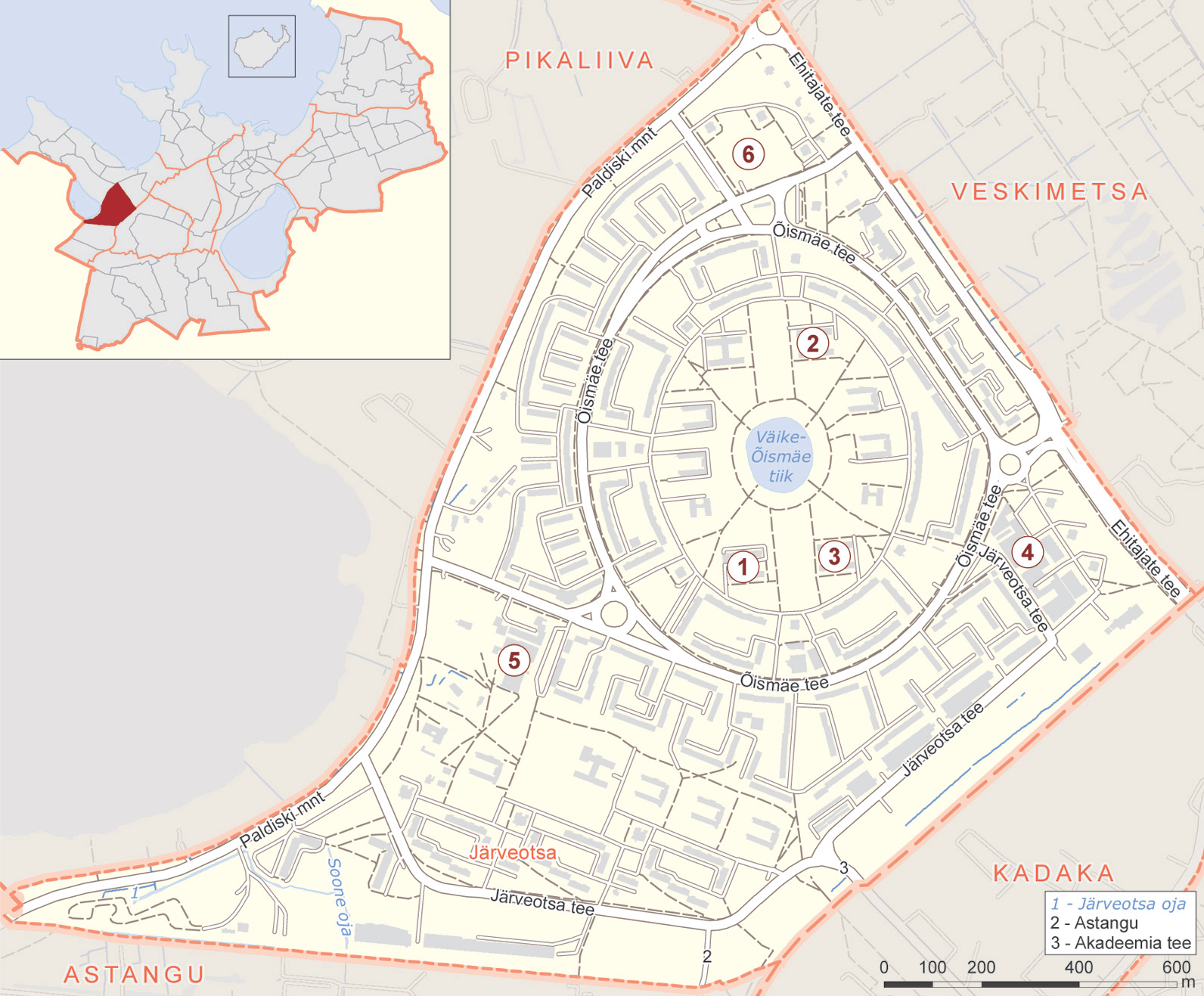
План микрорайона, 2017 год
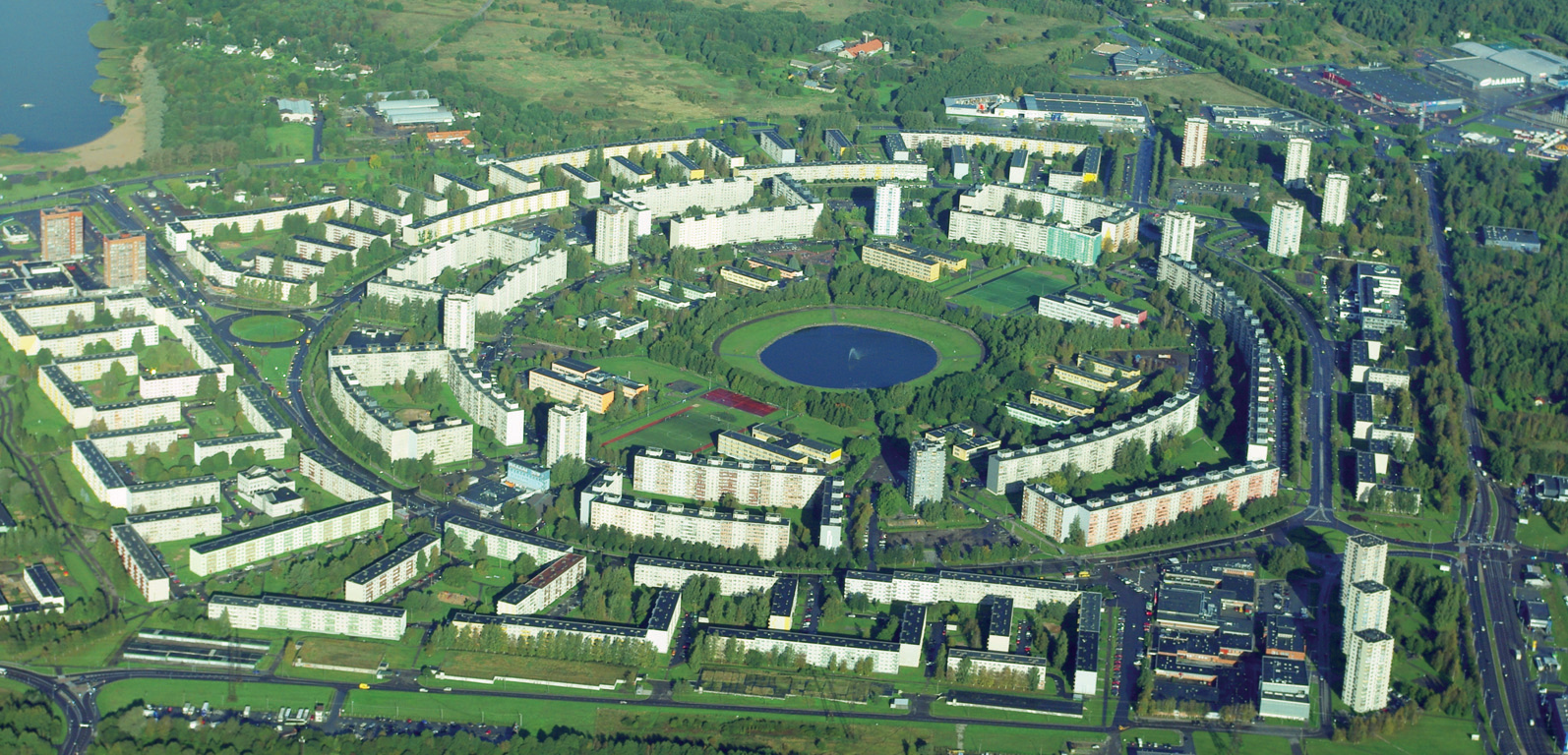
Вид на микрорайон с воздуха

## Застройка
Микрорайон застроен крупнопанельными и кирпичными 5- , 9-, 14- и 16-этажными жилыми домами 1975—1979 годов постройки. В центре микрорайона расположены пруд с фонтаном, школы и детские сады. В микрорайоне работают несколько магазинов, поликлиника и центр семейных врачей.
В Вяйке-Ыйсмяэ находится управа района Хааберсти (эст. Haabersti Linnaosa Valitsus).
С начала 2000-х годов жилые дома микрорайона проходят фасадную реновацию.

## Учреждения образования
В микрорайоне действуют 4 общеобразовательных школы:
- Õismäe tee 28 — Таллинский Ыйсмяэский русский лицей (эст. Tallinna Õismäe Vene Lütseum, бывшая 40-я средняя школа города Таллина);
- Õismäe tee 50 — Вяйке-Ыйсмяэская гимназия (эст. Väike-Õismäe Gümnaasium, бывшая 17-я средняя школа города Таллина);
- Õismäe tee 132 — Русская гимназия Хааберсти (эст. Haabersti Vene Gümnaasium; бывшая 5-я средняя школа города Таллина);
- Järveotsa tee 31 — Таллинская гимназия Ярвеотса (эст. Tallinna Järveotsa Gümnaasium; бывшая 55-я средняя школа города Таллина).

До 2014 года по адресу улица Ыйсмяэ 130 работала Таллинская Ыйсмяэская гуманитарная гимназия (эст. Tallinna Õismäe Humanitaargümnaasium; бывшая 9-я средняя школа города Таллина; здание снесено в начале 2015 года).
Работают 10 дошкольных учреждений:

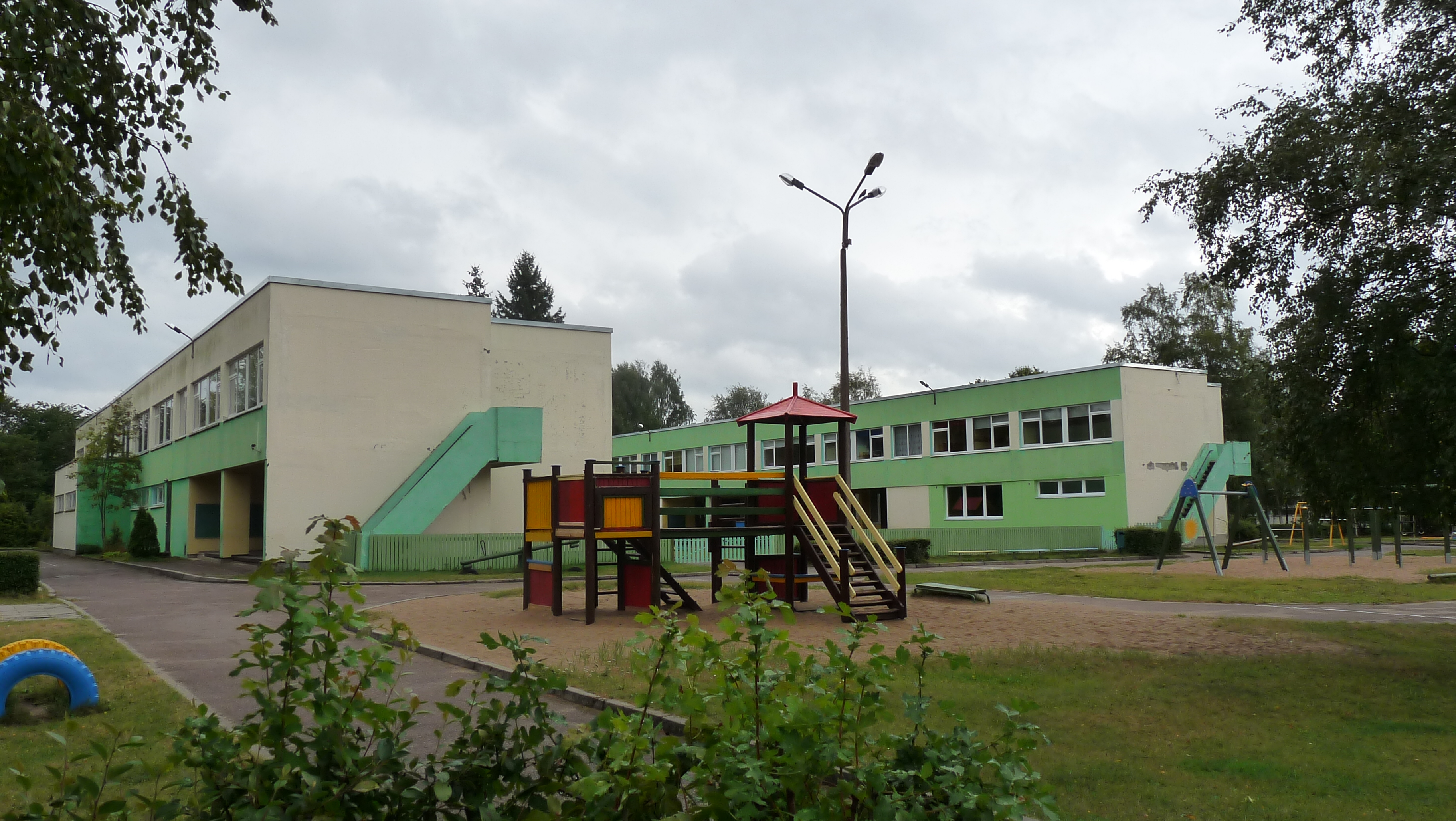
Детский сад «Меэлеспеа»

- Järveotsa tee 15 — детский сад Ярвеотса (эст. Järveotsa Lasteaed);
- Järveotsa tee 23 — детские ясли «Тайбуке» (эст. Lastehoid Taibuke — с эст. буквально «Смышлёныш»);
- Järveotsa tee 33 — детский сад «Накситраллид» (эст. Lasteaed Naksitrallid, «Накситралли»);
- Järveotsa tee 49 — детский сад «Синилилл» (эст. Lasteaed Sinilill — «Перелеска»);
- Järveotsa tee 51 — детский сад «Пяэсусилм» (эст. Lasteaed Pääsusilm — «Первоцвет»);
- Õismäe tee 22 — детский сад «Карикакар» (эст. Lasteaed Karikakar — «Ромашка»);
- Õismäe tee 26 — детский сад «Нурменуку» (эст. Lasteaed Nurmenuku — «Примула»);
- Õismäe tee 70 — детский сад «Руккилилле» (эст. Lasteaed Rukkilille — «Василёк»);
- Õismäe tee 92 — детский сад «Меэлеспеа» (эст. Lasteaed Meelespea — «Незабудка»);
- Õismäe tee 110 — детский сад Викеркаар (эст. Lasteaed Vikerkaar — «Радуга»).

## Учреждения спорта и досуга
- Ehitajate tee 109А — Ыйсмяэский центр досуга с 25-метровым бассейном на 6 дорожек[11]; 
  - библиотека Нурменуку[12];
- Õismäe tee 115A — библиотека Вяйке-Ыйсмяэ[13];
- Õismäe tee 177 — Ыйсмяэский зал для спортивных игр, первый в Эстонии трансформируемый пневмозал[14].

## Фильмография
- 1975 год — в киноальманахе «Советская Эстония» № 8 (“Nõukogude Eesti”, nr 8 (8/8)) показан сюжет о субботнике в Вяйке-Йысмяэ, снятый на киностудии «Таллинфильм», режиссёр Хели Спеэк (Heli Speek), оператор Семён Школьников[15].
- 1976 год — в киноальманахе «Советская Эстония» № 3/4, 1/5 (“Nõukogude Eesti”, nr 3/4, 1/5) показан сюжет о Вяйке-Ыйсмяэ, снятый на киностудии «Таллинфильм», режиссёры Валерия Андерсон (Valeria Anderson) и Юри Мюйр[16].
- 1986 год — студией «Eesti Telefilm» снят документальный фильм «Город в кольце. Таллин — Вяйке-Ыйсмяэ» (ориг. «Väike-Õismäe — rõngaslinn»), посвящённый новому микрорайону Вяйке-Ыйсмяэ. Автор сценария — Март Порт, режиссёр — Мати-Юри Пыльдре[17].

## Общественный транспорт
Вяйке-Ыйсмяэ связан автобусными маршрутами с центром города и другими городскими районами:
- городские автобусы № 4, 8, 10, 12, 13, 16, 21А, 22, 26, 26А, 27, 28, 36, 37, 42, 45, 61, 62; автобусы-экспрессы № 46, 47, 64;
- междугородний автобус № 124 до Вяэна-Йыэсуу.

До 2016 года в микрорайон также ходили троллейбусы № 6 и № 7, маршруты которых были отменены с 1 января 2016 года; до начала 2000-х годов работал троллейбусный маршрут № 8.

## Галерея

Микрорайон Вяйке-Ыйсмяэ
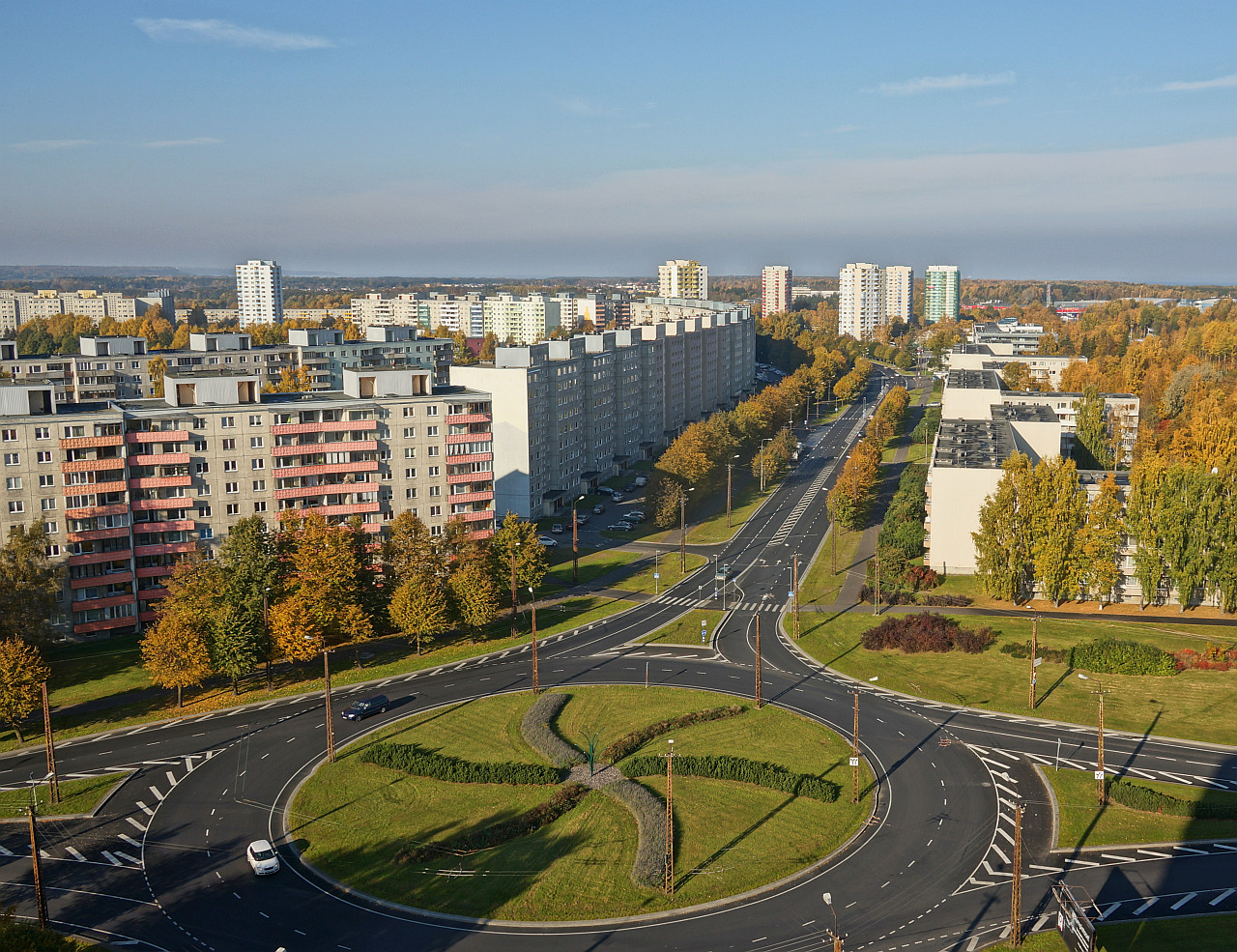
Круговой перекрёсток улиц Ыйсмяэ и Эхитаяте перед въездом в Вяйке-Ыйсмяэ
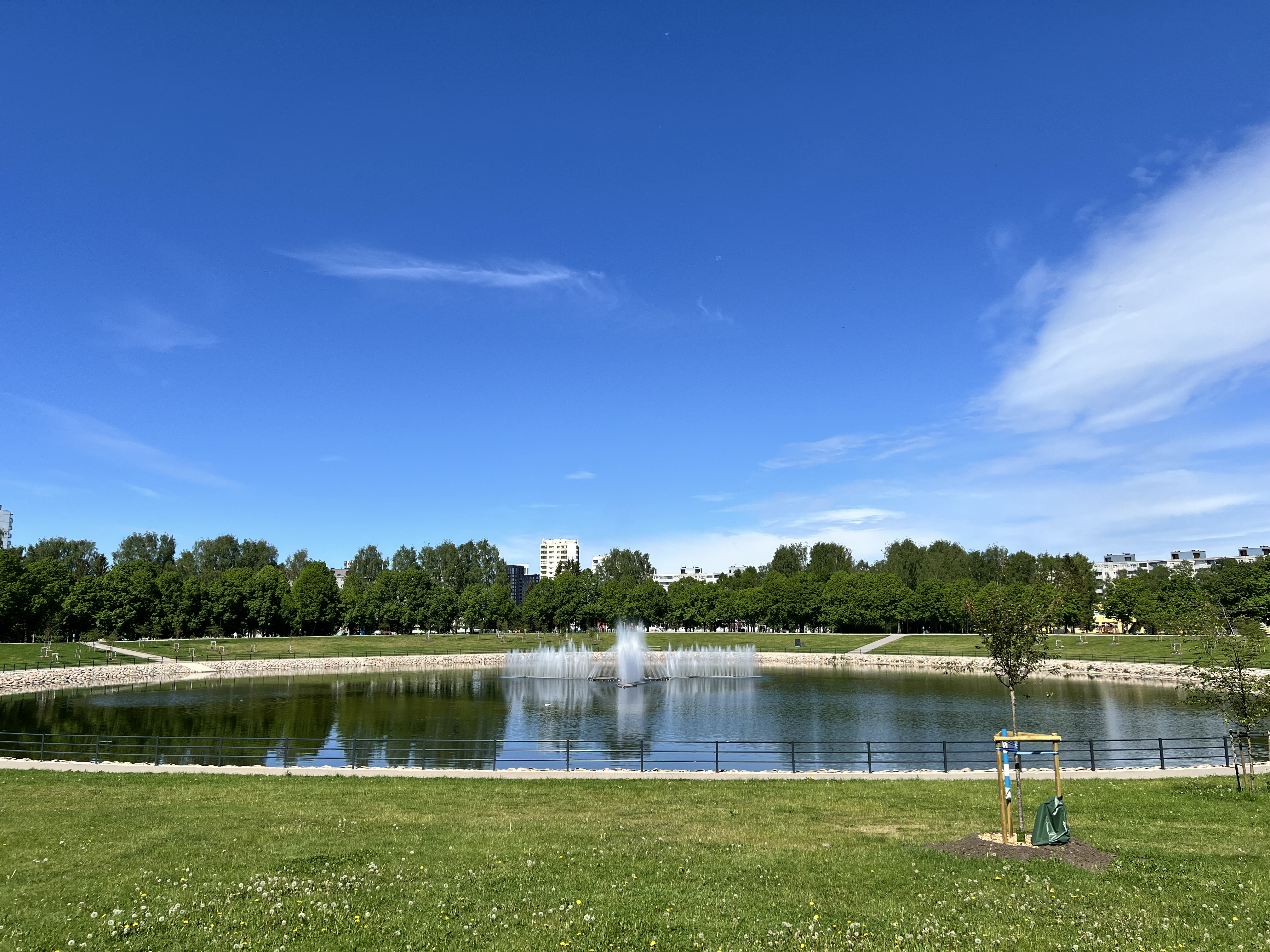
Пруд, расположенный в центре круговой застройки микрорайона
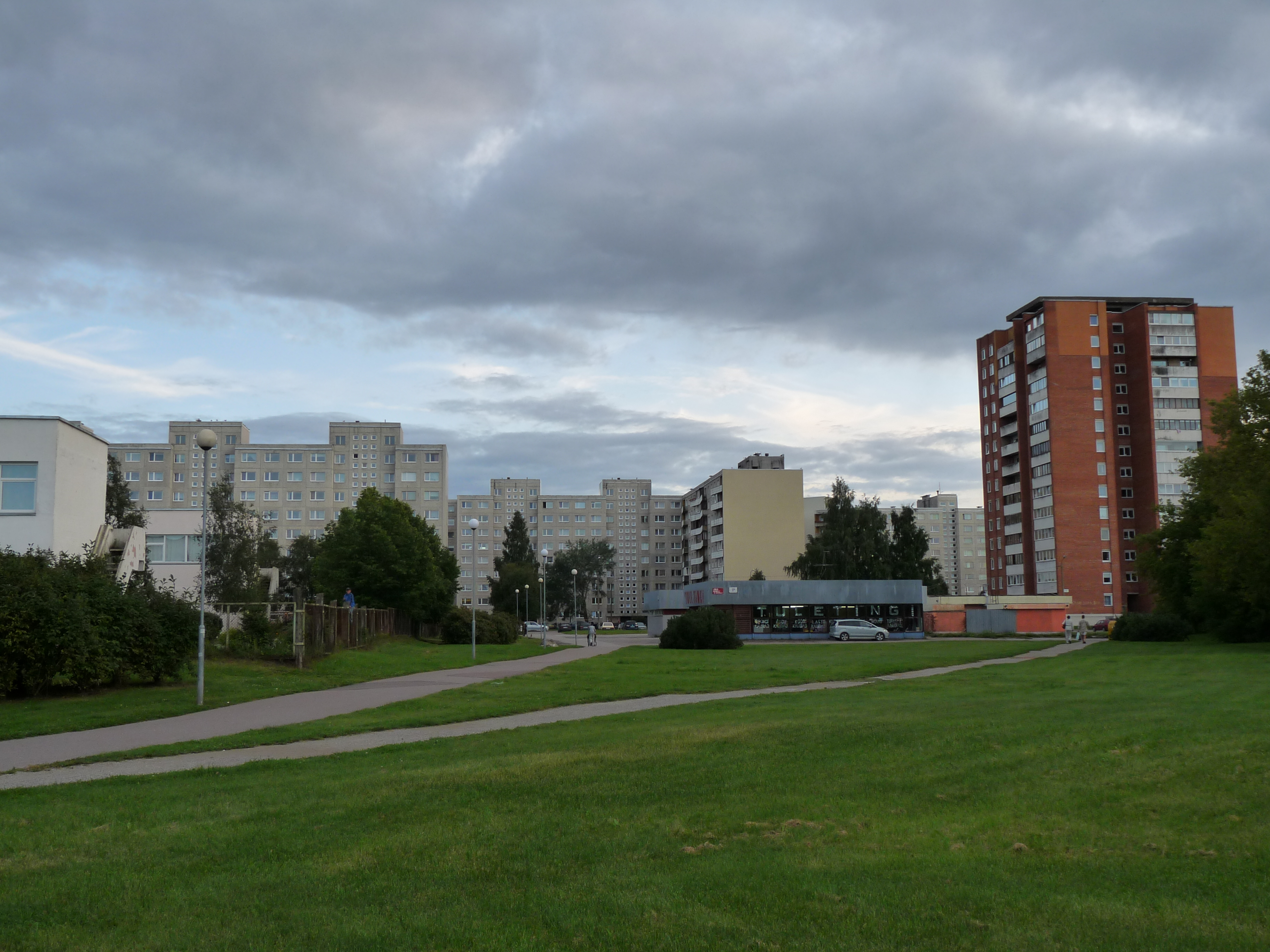
Вид в сторону улицы Ярвеотса
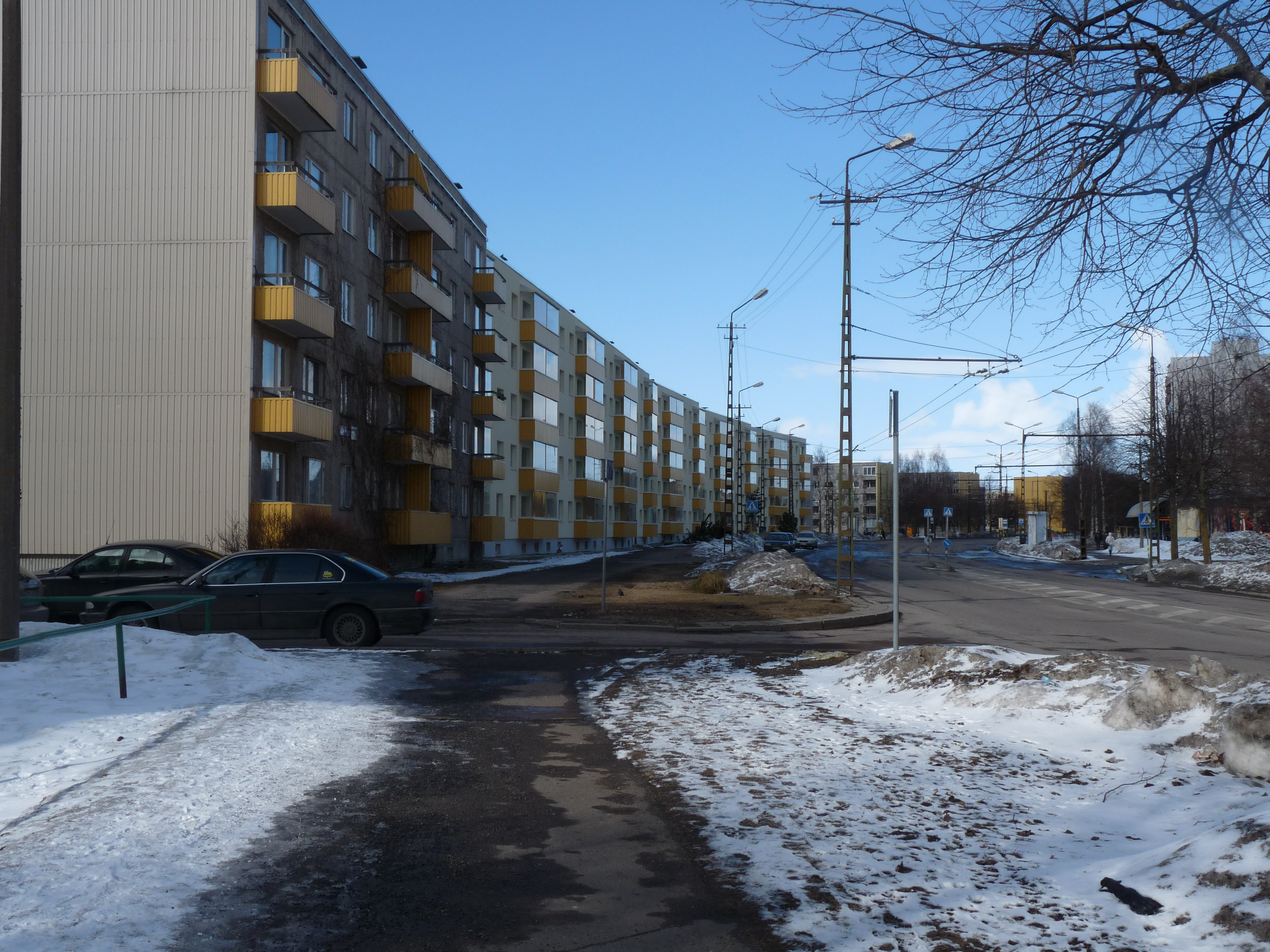
Жилые дома по улице Ыйсмяэ
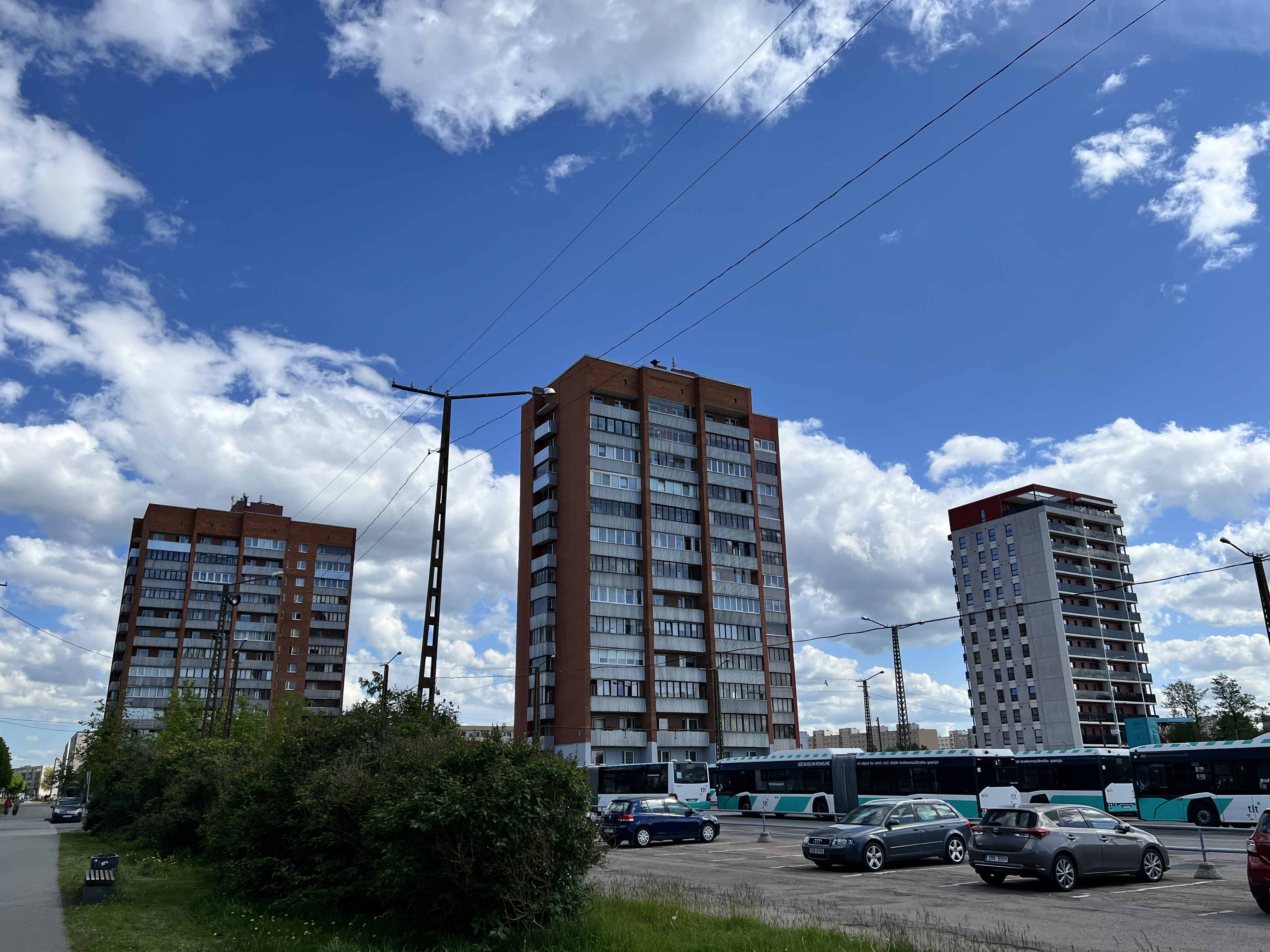
Многоквартирные дома на перекрёстке улицы Ыйсмяэ и Палдиского шоссе
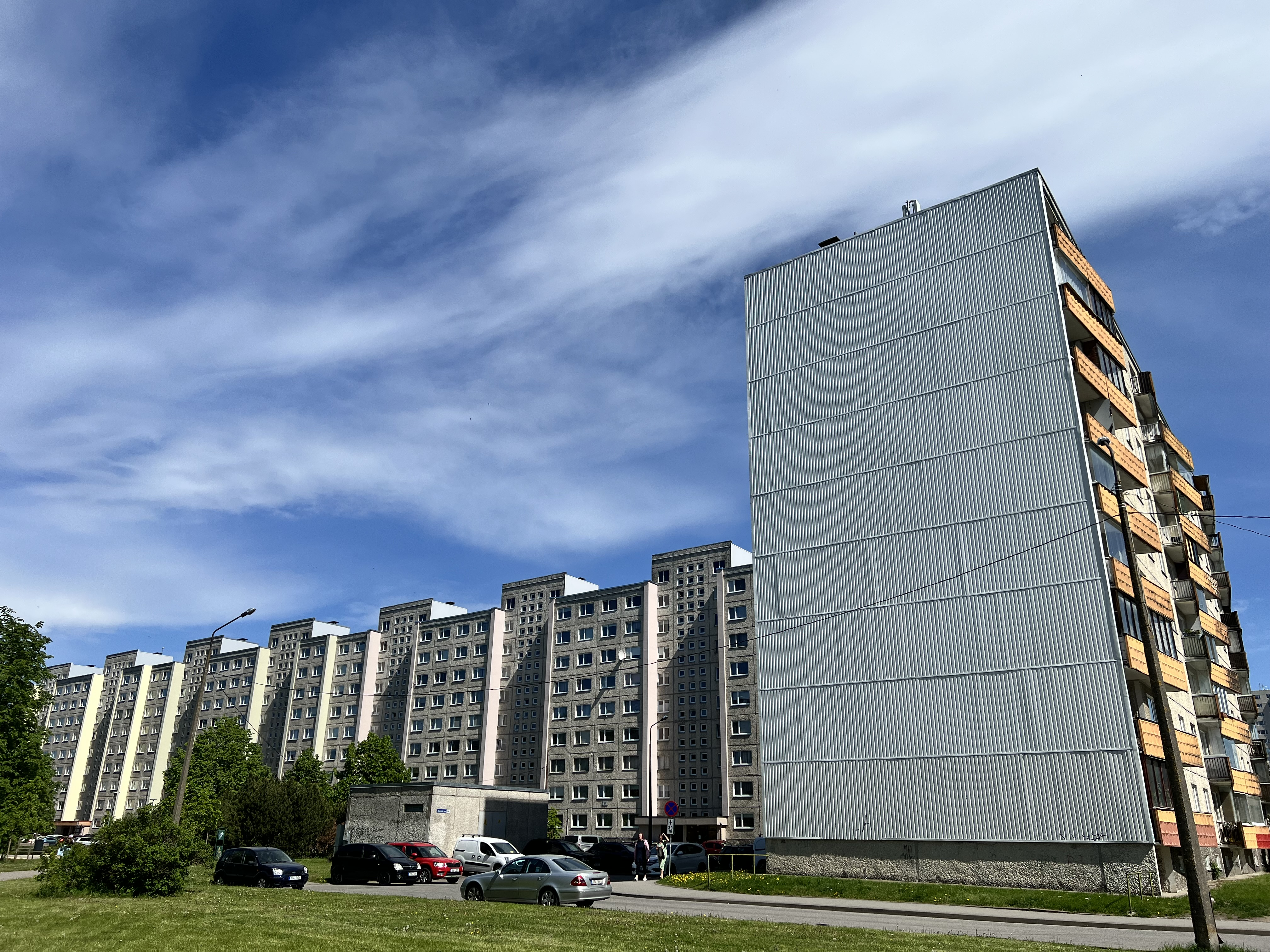
Жилой дом на перекрёстке улиц Эхитаяте и Ыйсмяэ
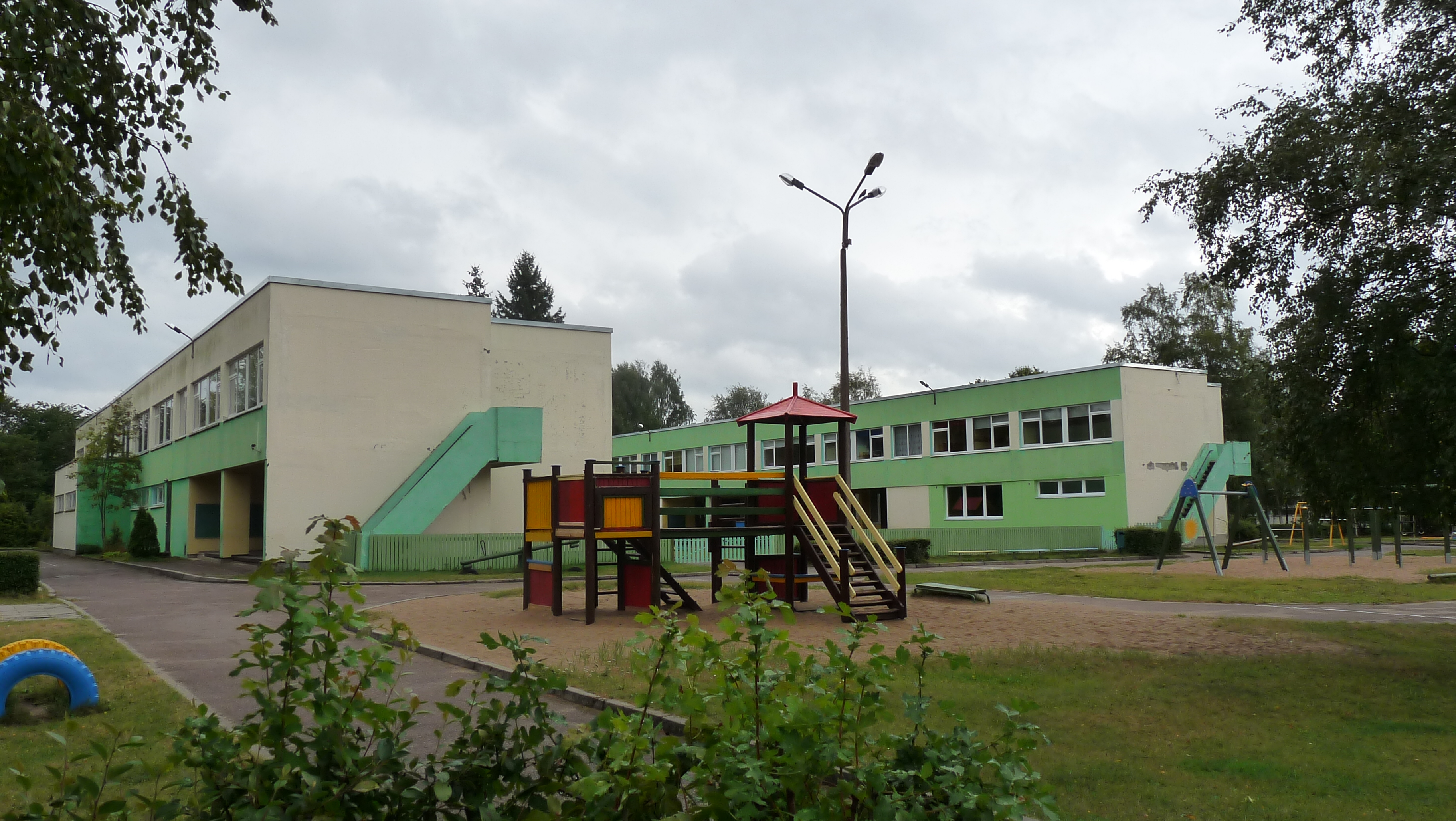
Детский сад «Меэлеспеа»
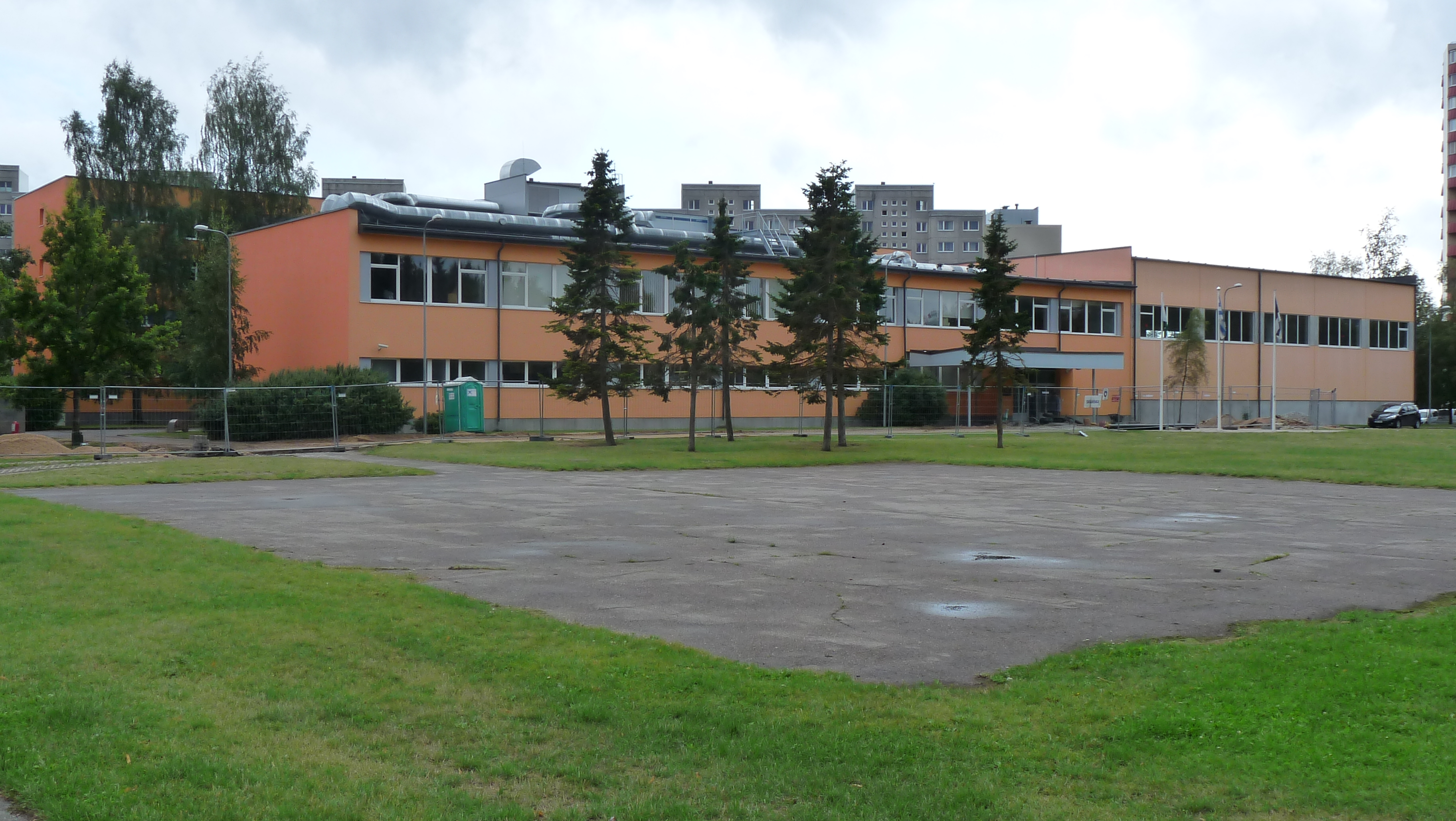
Таллинская Ыйсмяэская гимназия
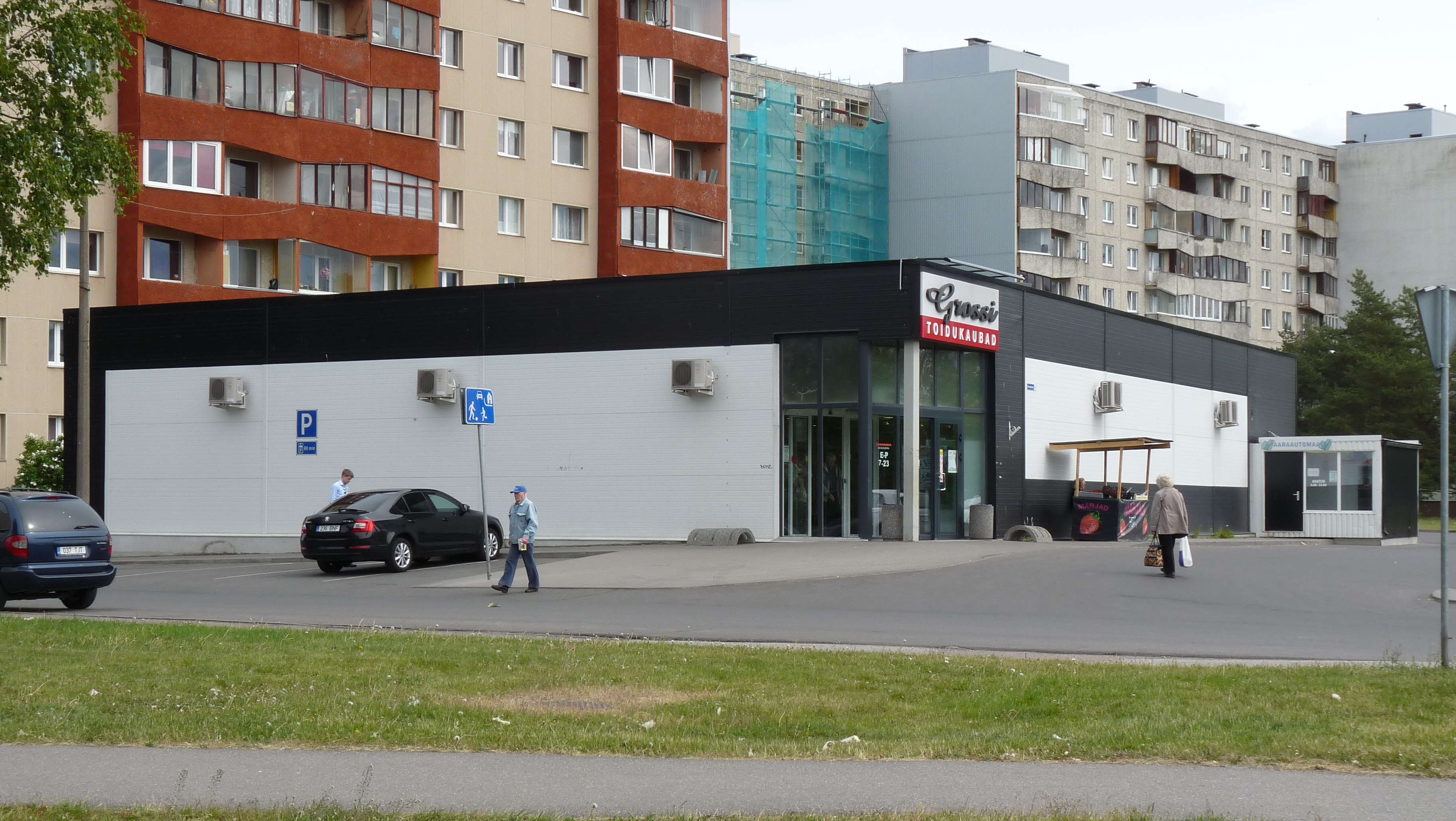
Магазин торговой сети «Grossi» на улице Ярвеотса